# Моисеевка (Муромцевский район)
Моисеевка — деревня в Муромцевском районе Омской области России. Входит в состав Камышино-Курского сельского поселения .

## История
Основана в 1891 году. В 1928 году посёлок Моисеевский состоял из 34 хозяйств, основное население — белоруссы. В составе Камышино-Курского сельсовета Большереченского района Тарского округа Сибирского края.

## Население
| 1926 | 2010 |
| ---- | ---- |
| 194  | ↘7   |